# 사천 백운암 대방광원각수다라요의경(권하)
사천 백운암 대방광원각수다라요의경(권하)(泗川 白雲庵 大方廣圓覺修多羅了義經(卷下))은 대한민국 경상남도 사천시 사천읍, 백운암에 있는 책이다. 2015년 1월 15일 경상남도의 유형문화재 제568호로 지정되었다.

## 지정 사유
이 책은 693년에 북인도의 승려 불타다라(佛陀多羅)에 의해 한역된 것으로 우리나라에서는 불교의 소의경전(所依經典) 가운데 하나로 불교전문강원 사교과(四敎科) 과정의 필수과목으로 학습되어 널리 유통되고 있다. 원각경은 우리나라 고려의 지눌(知訥)이 깊이 신봉하여 요의경(了義經)이라 한 뒤 우리나라에서 크게 유통되었고, 조선 초기 함허화상(涵虛和尙)이 『원각경소(圓覺經疏)』 3권을 짓고 유일(有一)과 의첨 (義瞻)이 각각 <사기(私記)>를 지은 뒤 정식으로 우리나라 승려의 교과과목으로 채택되었다.
본 자료는 1권(권하) 1책의 零本으로 된 목판본이며 전체 46장이다. 표지서명은 ‘圓覺經’이며 권수제는 ‘대방광원각수다라요의경(大方廣圓覺修多羅了義經)’으로 확인된다. 권수제 다음 행에 ‘종남산초당사사문종밀소초(綜南山草堂寺沙門宗密䟽鈔)로 되어 있다.
이 책의 판본으로는 1464년(세조 10) 간경도감에서 조조(彫造)된 것이 있다. 그리고 1464년 간경도감본을 복각하여 무등산(無等山) 안심사(安心寺)에서 1570년(선조 3)에 중간(重刊)한 것이 국립중앙도서관에서 확인된다. 규장각에도 1882년(고종 19)에 간행된 것과‚ 1883년(고종 20) 천마산(天磨山) 봉인사판(奉印寺板)이 확인된다.
이 책의 내용 속에 간행기록이 나타나지 않아서 그 정확한 간행 및 인출 기록은 알 수 없지만, 본문의 인출 및 보관상태 그리고 종이의 지질 등을 감안하면, 간경도감을 번각한 것으로 보이기 때문에 그 인출년대(印出年代)는 17세기로 추정되는 귀중한 자료이므로 “경상남도 유형문화재”로 지정한다.

## 참고 자료
- 사천 백운암 대방광원각수다라요의경(권하) - 국가유산청 국가유산포털